# Далла Коста, Мариароза
Мариароза Далла Коста (англ. Mariarosa Dalla Costa; род. 1943, Тревизо, Италия) — итальянская исследовательница, учёный и автор автономистской и марксистской феминисткой традиции.
Известна главным образом как соавтор труда «Сила женщин и подрыв общины» (The Power of Women and the Subversion of the Community), написанного с Сельмой Джеймс в 1972 году. С этой работы начался разговор о неоплачиваемом характере домашнего труда, и о том, как домашние труд и заботы связаны с рынком труда. Домашний труд, в их понимании, становится репродуктивным трудом, необходимым для функционирования капитала.
Работа Дaлла Косты, связанная с пониманием задач и процессов общественного воспроизводства как формы труда, лежит в центре феминистского мышления. Это устоявшаяся база современных феминистских исследований, особенно связанных с изучением роли дома и материнства.
Теоретическая и политическая работа Далла Косты повлияла на развитие критического анализа итальянского автономизма. В 1970-е годы её коллектив Lotta Feminista (ит. Феминистская Борьба) проводил кампанию агитации за оплату домашнего труда, с целью привлечения внимания к эксплуатации работы женщин капитализмом.
Работа автономистских феминисток и Далла Косты связана с началом второй волны феминизма и созданием международной кампании по компенсации репродуктивного труда «Заработная плата за работу по дому». Её научные исследования переведены на многие языки мира.

## Основные произведения
- Women and the subversion of the community, 1971[6]
- Our Mother Ocean, 2015
- The Power of Women and the Subversion of the Community, 1972 (с Сельмой Джеймс)
- Gynocide: Hysterectomy, Capitalist Patriarchy, and the Medical Abuse of Women, 2008